# Konya

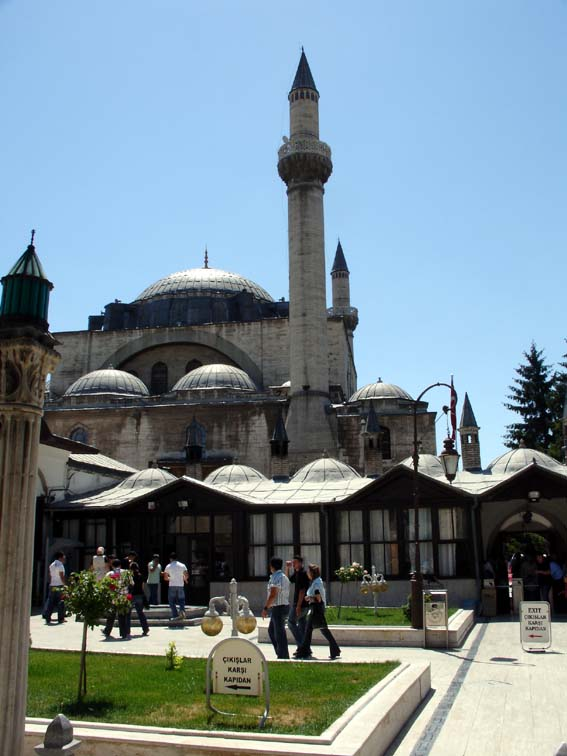
Meczet z muzeum Mevlany

Konya (gr. Ἰκόνιον Ikónion, łac. Iconium, dawniej także osm. قونیه Koniah, Konieh, Qunia) – miasto w południowej Turcji, na Wyżynie Anatolijskiej, u północnego podnóża Taurusu, stolica prowincji Konya. Według danych z 31 grudnia 2013 r. liczy ponad dwa miliony mieszkańców.
Podobnie jak Kayseri (Cezarea Pontyjska), Konya (Ikonion) jest starym miastem rzymskim i bizantyńskim. Konya, dawna stolica sułtanatu Seldżuków, zapełniona jest interesującymi dziełami wczesnej sztuki tureckiej i islamskiej. Najważniejszy punkt zwiedzania to Muzeum Mevlany, zlokalizowane koło meczetu zbudowanego przez wielkiego Sinana za panowania Sułtana Selima II w XVI wieku. Budynek ten zamieszkiwał niegdyś Mevlana, Rumi, założyciel Zakonu Tańczących Derwiszy. Co roku od 10 do 12 grudnia odbywają się w Konyi uroczystości ku czci Rumiego. Centrum miasta zajmuje Alaettin Tepesi – wzgórze z seldżuckimi budowlami.

## Historia miasta

### Starożytność
Dzięki wykopaliskom wiadomo, że rejon Konyi był zamieszkany już w późnej epoce miedzi, około 3000 r. p.n.e. Około roku 1500 p.n.e. miasto dostało się pod wpływy Hetytów, a następnie, około 1200 roku p.n.e., indoeuropejskich Ludów Morza. W VIII w. p.n.e. na tym terenie Frygijczycy założyli swoje królestwo. Ksenofont nazywa to miasto Ikonium. Około 690 r. p.n.e. miasto zostało zajęte przez Kimmerów. Ikonium następnie było częścią Imperium Perskiego aż do czasu, kiedy Dariusz III został pokonany przez Aleksandra Wielkiego w 333 r. p.n.e. Krótko po śmierci Aleksandra Macedońskiego i upadku jego imperium, Ikonium dostało się pod panowanie Seleukosa I Nikatora. Przez okres hellenistyczny miasto było rządzone przez władców z Pergamonu. Kiedy Attalos III, ostatni król Pergamonu, zmarł bezdzietnie, zgodnie z jego testamentem imperium pergameńskie otrzymali Rzymianie. Pod rządami cesarza Klaudiusza nazwa miasta została zmieniona na Claudioconium, a za cesarza Hadriana na Colonia Aelia Hadriana. Od 297 r. n.e. miasto było stolicą prowincji Pizydia, a od lat siedemdziesiątych IV wieku prowincji Likaonia.
Ludność miasta dosyć wcześnie uległa chrystianizacji. Ikonium odwiedził między innymi Paweł z Tarsu i Święty Barnaba; według Dziejów Apostolskich było to w roku 47, 50 i 53 n.e. Zgodnie z legendą wczesnochrześcijańską Konya była również miejscem narodzin Świętej Tekli.

### Średniowiecze

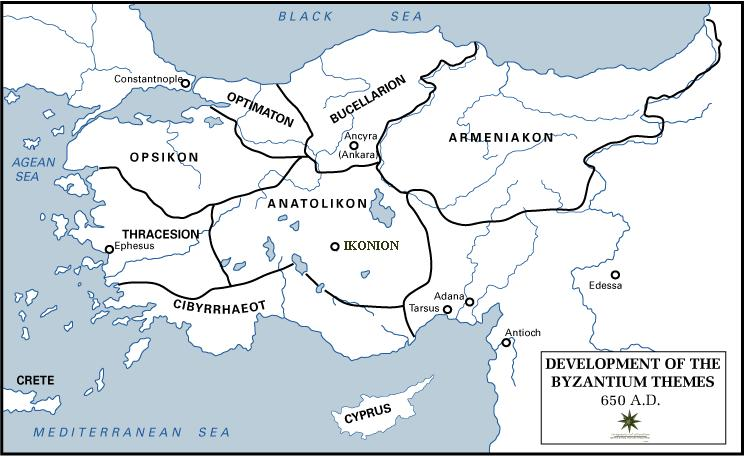
Bizantyńskie Ikonion, jako stolica Temu Anatolikon, około 650 roku n.e.

#### Cesarstwo Bizantyńskie
W czasach Cesarstwa Bizantyńskiego miasto było ważnym centrum handlowym, gdyż przecinały się tu szlaki wiodące do Konstantynopola, Cezarei Pontyjskiej, Armenii, Syrii i Mezopotamii. Od VII wieku było ono stolicą temu Anatolikon. Już w IV wieku tutejsze biskupstwo zostało podniesione do rangi metropolii. W VII-IX wieku miasto było kilka razy niszczone przez najazdy arabskie. W 1069 zostało ono zniszczone przez Seldżuków.

#### Epoka Seldżuków
Miasto zostało zajęte przez Seldżuków po bitwie pod Manzikiertem w 1071 i od 1081 do 1243 roku było stolicą Sułtanatu Rumu. Chrześcijanom udało się je dwukrotnie przejściowo odzyskać. Pierwszy raz w 1097 do miasta wkroczyli krzyżowcy pod wodzą Gotfryda z Bouillon. Drugi raz sztuka ta udała się Fryderykowi Barbarossie w maju 1190. W 1134 Rukn ad-Din Masud I zmienił nazwę miasta na Konya.
W drugiej połowie XII wieku, pod rządami Seldżuków z linii anatolijskiej, Konya zyskała wielkość i bogactwo. Podporządkowała sobie tureckie bejliki na wschodzie, między innymi daniszmendydzkie panując praktycznie w całej wschodniej Anatolii, oraz w kilku portach Morza Śródziemnego oraz Czarnego, przejściowo również na Krymie. Ten złoty okres trwał to pierwszej połowie XIII wieku.
W latach dwudziestych XIII wieku miasto zalała fala uchodźców z Imperium Chorezmijskiego uciekających przed naporem imperium mongolskiego. Sułtan Ala ad-Din Kajkubad I ufortyfikował miasto i wybudował pałac na szczycie cytadeli. W 1228 zaprosił Bahaeddina Veleda i jego syna Rumiego, założyciela Zakonu Wirujących Derwiszy do Konyi.
W 1243, po klęsce Seldżuków pod Köse Dağ, Konya została zajęta przez Mongołów. Miasto nadal formalnie pozostało stolicą sułtanów seldżuckich, w rzeczywistości podlegało dynastii ilchanidzkiej.
Po upadku Sułtanatu Rumijskiego, Konya w 1307 została emiratem. W 1322 miasto zostało zajęte przez Księstwo Karaman. W 1420 księstwo to zostało zdobyte przez Imperium osmańskie, a w 1453 Konya stała się stolicą prowincji Karaman.

### Imperium Osmańskie
W dobie Imperium Osmańskiego, po ustaleniu systemu wilajetów w 1864, Konya stała się stolicą wilajetu konijskiego.

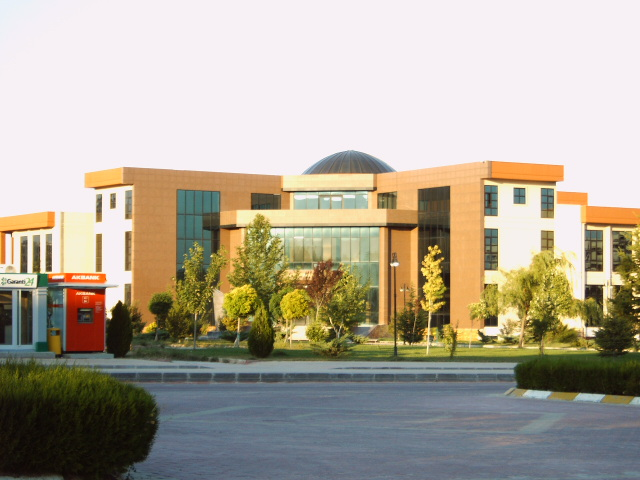
Biblioteka Uniwersytetu Seldżuckiego

## Gospodarka
W mieście rozwinął się przemysł spożywczy, włókienniczy, cementowy, metalowy, chemiczny oraz rzemieślniczy (m.in. produkcja dywanów).

## Uniwersytety
Konya jest siedzibą jednego z największych uniwersytetów w Turcji: Uniwersytetu Seldżuckiego (Selçuk Üniversitesi). Założono go w 1975.

## Interesujące miejsca w Konyi

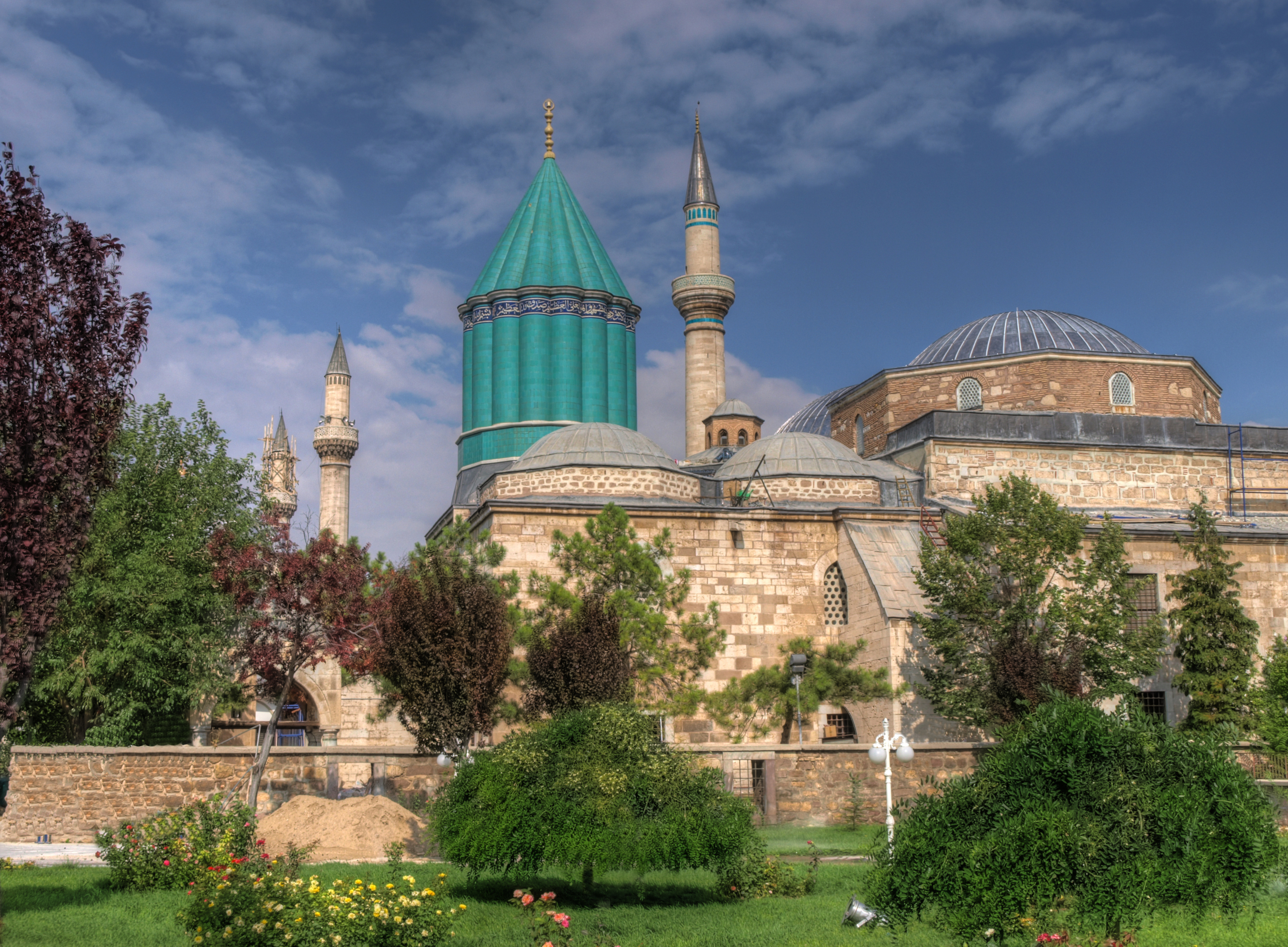
Mauzoleum Rumiego z widocznym Zielonym Grobowcem

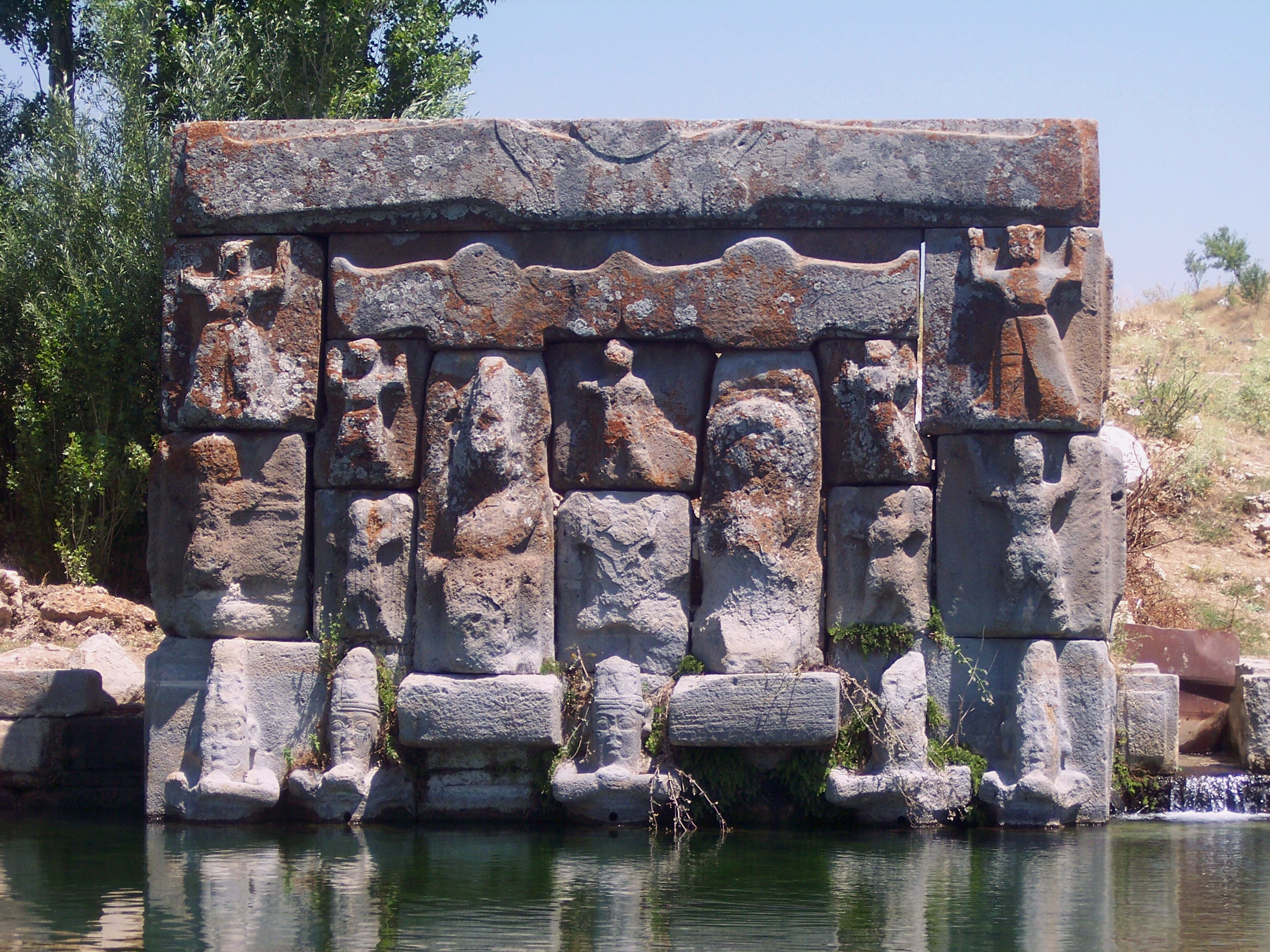
Eflatun Pınar

- Mauzoleum Rumiego – tzw. Zielony Grobowiec (Yeşil Türbe). Obecnie mieści się tam muzeum.
- Meczet Alladyna – z grobowcami dynastii Seldżuków Rumijskich. Jedna z najstarszych budowli w mieście.
- Meczet Selimiye – w pobliżu Mauzoleum Rumiego. Przykład klasycznej architektury osmańskiej. Zbudowany w XVI wieku.
- Muzeum İnce Minareli Medrese (dosłownie: medresa z cienkimi minaretami). Szkoła zbudowana w XIII wieku. Obecnie muzeum sztuki okresu seldżuckiego i osmańskiego.
- Muzeum Karatay Medrese.
- Muzeum Sircali Medrese.
- Muzeum etnologiczne- ekspozycja ubiorów, rękodzieła, broni oraz monet.
- Muzeum Atatürka – poświęcone wizycie Atatürka w Konyi w 1928 roku, jako muzeum od 1964 roku.
- Muzeum Archeologiczne.
- Muzeum Koyunoglu. Muzeum historii naturalnej.
- w pobliżu miasta znajduje się Çatalhöyük. Jedna z największych osad neolitycznych.
- Ikonium – 55 km na południowy wschód od Konyi. Jedno z pierwszych miejsc nauczania Pawła z Tarsu. Miejsce to jest znane ze swoich wykuwanych w skale budowli.
- Eflatun Pınar – hetycki monument znajdujący się na wschód od jeziora Beyşehir, około 70 km na zachód od Konyi. Przedstawia bogów trzymających niebo i jednocześnie utrzymujących kontakt pomiędzy niebem a ziemią.

## Komunikacja
- Autobusy – Konya ma doskonałe połączenia autobusowe z całym krajem. Główny dworzec znajduje się niecałe 3km od miasta. Bezpośrednie połączenie ze Stambułem, Ankarą, Izmirem, Nevşehirem, Antalią.
- Stacja kolejowa znajduje się na południowo-wschodnim krańcu miasta. Konya ma bezpośrednie połączenie kolejowe z Adaną, Afyonkarahisarem, Eskişehirem oraz nowoczesne szybkie pociągi YHT do Ankary.
- Samoloty latają codziennie ze Stambułu. Istnieje również połączenie z Izmirem.
- 1 linia tramwajowa łączy centrum miasta z uniwersytetem.

## Sport
- Konyaspor – klub piłkarski
- Selçuk Üniversitesi BK(inne języki) – ekstraklasowy klub koszykarski